# 2008年夏季奥林匹克运动会柬埔寨代表团
2008年夏季奥林匹克运动会柬埔寨代表团会参加2008年8月8日－8月24日在中国北京主办的第29届夏季奥运。代表团包括4位参赛者，包括2名田径选手及2名游泳选手。

## 田径
1. （男）Hem Bunting（男子马拉松）
2. （女）Sou Titlinda（女子马拉松）

## 游泳
1. （男）Hem Thon Ponloeu（男子50米自由泳）
2. （女）Hem Thon Vitiny（女子50米自由泳）